# Salto do Lontra
Salto do Lontra este un oraș în Paraná (PR), Brazilia.